# U-94号潜艇 (1940年)
U-94号（德語：U 94）是纳粹德国战争海军建造的568艘VII-C型潜艇（或称U艇）之一。它由基尔的日耳曼尼亚船厂承建，于1940年6月12日下水，至同年8月10日交付使用。第二次世界大战期间，该艇曾执行过十次巡逻作战，共击沉26艘、击伤1艘同盟国或中立国商船，累积总吨位为149,874吨。1942年8月28日，U-94号在牙买加以东的加勒比海遭一架美国卡特琳娜水上飞机投掷深水炸弹和加拿大轻型护卫舰奥克维尔号撞击而沉没，造成艇内19名官兵阵亡、26人幸存。

## 设计
VII-C型是VII级潜艇的第三次、也是最有价值的改进型。它搭载了被称为“S装置”的新式主动声呐系统，为了容纳这种新设备，VII-C型的艇体尺寸有所增加，并重新设计了鞍状水舱，在其两侧各增加了一个可提供储备浮力的小型浮舱，有利于潜艇完成快速下潜。U-94号的全长为67.10米，舷宽6.20米、并有4.74米的吃水深度，水上和水下排水量分别为769吨和871吨。该艇采用双轴设计，具有两副直径为1.23米的三叶螺旋桨。在机械系统方面，VII-C型艇也得到了升级：通过艇上配备的燃油过滤系统，柴油机润滑系统的使用受命得以延长，也为不同润滑剂在艇上机械设备上混合使用留足了余地。原先前型艇用于发射鱼雷和主压载舱吹除操作的电动空气压缩机则改为容克斯的柴动压缩机，从而减小了对艇上电气系统的依赖；此外，该型艇还装配了更为现代化的电力转换系统。动力由两台日耳曼尼亚生产的F46型六缸四冲程1,400匹公制馬力（1,000千瓦特）涡轮增压柴油机用于水面运行，以及两台AEG提供的GU 460/8-276型375匹公制馬力（280千瓦特）双作用电动发电机用于水下航行；水面最高航速17.7節（32.8每小時），水下7.6節（14.1每小時）；能够在水面以10節（19每小時）航速续航8,500海里（15,700），或以4節（7.4每小時）连续在水下航行80海里（150）而无需充电。
武器装备方面，U-94号装备有五具内置式鱼雷发射管——艇艏四具、艇艉一具。其艇艉的鱼雷发射管设计在耐压壳体内部、两片舵之间，鱼雷可以由此向外发射。在轮机舱甲板下方还配备了用于艇艉的鱼雷装填系统，耐压壳体与甲板室之间一前一后还设计有外置鱼雷贮存装置，因此U-94号可携带14枚G7型鱼雷。但不同于其它批次的C型艇，该艇不设水雷贮存及布设装置。此外，它还搭载有一门配备220发弹药的88毫米35式速射炮以及一门配备1,195发弹药20毫米30式高射炮作为甲板炮。其标准船员编制为4名军官及40－56名水兵。

## 历史
1938年5月30日，海军造舰局将首批八艘VII-C型潜艇（U-69至U-70号、U-93至U-98号）的建造合同发包予基尔的日耳曼尼亚船厂。其中U-94号于1939年9月9日开始铺设龙骨，建造序列为599。经过九个月的建造，它于1940年6月12日下水，至同年8月10日在曾担任U-58号艇长的海军上尉赫伯特·库皮施的指挥下交付使用。完成海试后，该艇加入驻基尔的第7潜艇区舰队，先是在波罗的海进行战备训练，进而于1940年11月作为前线艇移驻德占法国的圣纳泽尔，直到1942年8月28日沉没。
第二次世界大战期间，U-94号曾执行过十次巡逻和六次狼群作战，共击沉26艘、击伤1艘同盟国或中立国商船，累积总吨位为149,874吨。

### 库皮施役期
库皮施指挥了U-94号的前五次巡逻。他于1940年11月20日08:15率艇从基尔首度启程，先是横渡波罗的海，前往冰岛南部的北大西洋游弋，继而移驻德占法国。12月2日18:23，隶属HX-90号护航队的英国货轮斯特灵郡号（Stirlingshire）被U-94号发射的一枚鱼雷击中船舯部，在布拉迪角以西约280海里（520）处从右舷沉没。当晚22:16至22:17分之间，库皮施在布拉迪角以西约265海里（491）处再向同一支护航队的一艘油轮和两艘货船发射了三枚鱼雷，并报称两发命中油轮、一发命中货船。事实上，只有伸处91号阵位的英国货轮威廉敏娜号在这次袭击中遭击沉。九天后，即12月11日19:12，因发动机故障而自11月21日起便从SLS-56号护航队掉队的英国货轮帝国政治家号（Empire Statesman）则在爱尔兰岛西部海域被U-94号以鱼雷击沉。经过为期四十二天、水面5,480海里（10,150）和水下256海里（474）的航行，该艇于12月31日12:00抵达洛里昂。

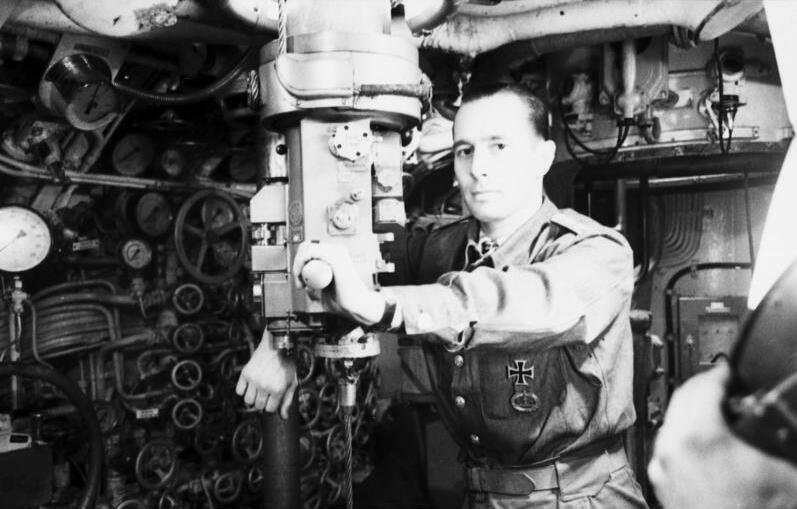
库皮施在U-94号操作潜望镜

U-94号的第二次巡逻于1941年1月9日离开洛里昂，前往北海海峡和爱尔兰岛西部的北大西洋游弋，至2月19日11:15返回。在这次为期四十二天、水面约5,400海里（10,000）和水下约100海里（190）的航行中，库皮施共击沉3艘英国商船。1月20日00:42，U-94号在追击一艘无护航的货船约8小时后，向其发射了一枚鱼雷。42秒后，对方在法罗群岛西南偏西约140海里（260）处遭击中，从船尾垂直沉没。这艘货船其后被确认为自当日起便在北大西洋失踪的弗洛里安号。1月29日06:18，西威尔士号（West Wales）作为SC-19号护航队的掉队者，在罗科尔西南偏南方向被库皮施发射的鱼雷击中船舯部。06:29，该船被第二枚鱼雷击中，从船尾沉没。紧接着，潜艇在护航驱逐舰的炮火下被迫下潜，躲过了几次深水炸弹攻击。然而，它于翌日凌晨卷土重来，于02:47发射一枚鱼雷击中SC-19号船队的另一艘掉队者、位处罗科尔东南方向的拉什普尔号（Rushpool）船舯部。后者于00:40被发现，但库皮施于02:09射出的前两枚鱼雷均告射失。它最终在03:10遭到“致命一击”，三十五分钟后从船艏沉没。
1941年3月29日07:30，U-94号在库皮施的指挥下从洛里昂出发，前往爱尔兰岛西南部的北大西洋游弋。4月4日03:40分，与SC-26号护航队失散、无护航的英国货轮哈布登号（Harbledown）号在冰岛西南偏南方向被U-94号以鱼雷击沉。两天后的15:30，库皮施又在冰岛以西约150海里（280）处发射鱼雷击中同样无护航的挪威油轮林肯·埃尔斯沃斯号（Lincoln Ellsworth）左舷船舯前部。16:01，对方艉部遭到“致命一击”，船身向左倾斜，但仍未沉没。U-94号只得浮出水面，从甲板炮发射了121发炮弹，其中约100发命中，导致船身起火，至17:00左右从船艉沉没。该艇于4月18日10:30返抵洛里昂，结束了这次为期二十一天、水面约4,000海里（7,400）和水下约75海里（139）的第三次巡逻。
在第四次巡逻中，U-94号于4月29日20:30驶离洛里昂，前往爱尔兰岛西南部、格陵兰岛东南部和法韦尔角附近的北大西洋游弋。经过为期三十七天、水面约6,000海里（11,000）和水下约220海里（410）的航行，该艇于6月4日13:30抵达圣纳泽尔，期间共击沉4艘商船。5月7日23:10至23:12之间，库皮施向身处雷克雅未克西南约200海里（370）处的OB-318号护航队发射了四枚鱼雷，并报告有4艘船沉没，但他显然将随即投下深水炸弹的护航舰斗牛犬号和罗彻斯特号解读为击中了其他船只。惟英国万吨级货轮伊克西翁号（Ixion）左舷7号货舱被一枚鱼雷击中并沉没；另一艘挪威货轮东方之星号（Eastern Star）则是遭鱼雷击中右舷5号货舱附近，起火并于数小时后在61°25′N 24°18′W / 61.417°N 24.300°W处沉没。袭击发生后，护航舰艇连续四小时用深水炸弹向潜艇发动反击，共计投掷98枚深水炸弹。U-94号在修复损坏后得以继续巡逻，但无法再向该护航队展开进一步攻击。从5月8日至29日，库皮施曾加入“西方狼群”，意图以集群方式袭击HX-126号护航队。5月20日04:53，位于该护航队 91号阵位的英国货船诺曼君主号（Norman Monarch）被U-94号射出的两枚鱼雷之一击中右舷，沉没在法韦尔角东南偏南约200海里处。当晚18:17，已从HX-126号船队分离的挪威油轮约翰·P·佩德森号（John P. Pedersen）在格陵兰岛以南约160海里（300）处被库皮施以鱼雷击中。在37名幸存者分乘两艘救生艇逃生后，潜艇分别于18:50和19:20两度发射“致命一击”将油轮击沉。此后，库皮施又于7月12日至8月16日率艇在直布罗陀以西的大西洋中部执行第五次巡逻，期间尽管也曾加入“南方狼群”，却未能再取得任何战功。

### 伊特斯役期
曾执掌U-146号潜艇的海军中尉奥托·伊特斯于1941年8月29日接替库皮施担任U-94号艇长，他指挥了该艇的最后五次巡逻。其中的第六次巡逻于9月2日14:30从圣纳泽尔出发，前往北大西洋游弋。从9月5日至15日，U-94号曾加入“海狼狼群”，并一举击沉ON-14号护航队的3艘商船：首先是9月15日08:16，从船队中掉队的英国货船纽伯里号（Newbury）被伊特斯射出的一枚鱼雷击中，在法韦尔角东南部海域沉没。20:38，另一艘掉队的希腊货轮珀伽索斯号（Pegasus）也被U-94号从艇艉射出的一枚鱼雷击中并停船，后者于21:28发射“致命一击”，将船只炸成两半。残骸部分一直维持漂浮，直到被一艘盟军军舰在54°54′N 30°32′W / 54.900°N 30.533°W处击沉。当晚23:48，同样从ON-14号船队掉队的英国货轮帝国伊兰号在恶劣天气下以“之字形”航向行驶时，在法韦尔角东南偏南约570海里（1,060）处被伊特斯发射的一枚鱼雷击中右舷后部。该船于14:00首次被发现，但瞭望员随后不久便发现了珀伽索斯号，并首先将其击沉。之后，潜艇再追击帝国伊兰号。至23:57，第一轮“致命一击”射失，但该船于9月16日00:30被第二枚鱼雷击中船舯部后约四十分钟内沉没。
从9月15日至29日，U-94号又加入“勃兰登堡狼群”，但一无所获，直到10月1日才有所建树。23:57，与ON-19号护航队失散的英国万吨级油轮圣弗洛伦蒂诺号（San Florentino）在法韦尔角东南方向遭伊特斯射出的一枚鱼雷击中船舯部。这艘油轮于18:10被发现，至23:36遭首枚鱼雷击中，但其后仍继续朝潜艇方向回火。翌日02:49，圣弗洛伦蒂诺号在编号为AK-8194的海军网格处再遭一枚鱼雷击中船头，通过无线电报告位置后，投下烟雾浮标并继续航行。04:26，在AK-8434网格处被第三枚鱼雷击中船头后，该船甚至仍继续航行，并于25分钟后躲过了另一枚鱼雷，但至05:02断成两截。05:52，其残骸遭到“致命一击”，导致锅炉爆炸。船艏仍直立漂浮，船艉仅缓慢下沉，因此伊特斯再用甲板炮向其发射了34发炮弹，然后才离开该区域。返程途中，U-94号曾先后途经卑尔根（加油）、斯塔万格（更替护航）和克里斯蒂安桑（更替护航），经过为期四十四天、水面6,690海里（12,390）和水下38海里（70）的航行后，于10月15日返抵基尔。是次巡逻过后，该艇于10月21日被送往斯德丁的船厂接受大修，至1942年1月6日才回到基尔。
第七次巡逻于1942年1月12日开启，U-94号离开基尔后穿越威廉皇帝运河、至布伦斯比特尔担任护航任务，进而前往北大西洋游弋，于1月30日抵达圣纳泽尔。在这次为期仅十九天航行中，该艇尽管曾加入“海豹狼群”，但没有任何舰船被击沉或受损。直到第八次巡逻，U-94号才再度有所斩获，当时伊特斯率艇于2月12日15:30从圣纳泽尔出发，前往纽芬兰岛、圣劳伦斯湾和哈利法克斯岛附近的北大西洋游弋。2月24日01:45，与ON-66号护航队分离的英国货轮帝国海尔号（Empire Hail）在距圣约翰斯东南偏东约540海里（1,000）被U-94号发射的一枚鱼雷击中左舷船舯部。潜艇追击该船长达八小时，但于00:15发射的第一枚鱼雷未能命中。德国人在对方发出求救信号后等待船员登上救生艇弃船，然后用甲板炮开火，22发炮弹取得11发命中。然而，炮击效果不佳，因此于02:20再发射一枚“致命”鱼雷。鱼雷击中海尔帝国号中后部，使其迅速沉没。
3月9日02:25，伊特斯又在距纽约东南约130海里（240）处发射鱼雷击中无护航的巴西货轮凯鲁号（Cayrú）前部。二十分钟后，该船船再遭第二枚鱼雷击中舯部，船身断裂成两半，并从船艏沉没。3月11日03:16，同样无护航的挪威货船霍斯莱夫号（Hvoslef）也被U-94号发射的两枚鱼雷击中，两分钟后在芬威克岛以东2海里（3.7）处沉没。3月25日06:16，伊特斯向身处圣约翰斯以东约530海里（980）处的ON-77号护航队发射了四枚鱼雷，并宣称一枚击中一艘货船船艏、两枚击中一艘油轮，两者均被击沉。实际上，只有位于64号阵位的英国油轮帝国运输号（Imperial Transport）左舷遭两枚鱼雷击中：第一枚击中前货舱，第二枚击中2号和3号油箱之间的主桅杆。爆炸导致其发动机停止运转，操舵装置和无线电台瘫痪。当油轮开始向左严重侧倾时，船员分乘四艘救生艇弃船逃生。但帝国运输号并未沉没，其后被拖抵圣约翰斯。经过为期五十天、水面7,300海里（13,500）和水下202海里（374）的航行，U-94号于4月2日11:00返抵圣纳泽尔。
在伊特斯的指挥下，U-94号于5月4日18:00离开圣纳泽尔执行第九次巡逻，前往纽芬兰岛附近的北大西洋游弋。从5月8日至6月16日，该艇曾加入“狗鱼狼群”，并相继击沉7艘商船。首个受害者是身处ON-92号护航队第84号阵位的巴拿马货轮科克莱号（Cocle），它于5月12日03:40在法韦尔角东南约740海里（1,370）处被伊特斯发射的两枚鱼雷击中。当瞭望员发现潜望镜和鱼雷轨迹后，该船曾试图全速转向进行规避，但仍遭鱼雷击中船舯部和船艉，导致其从艉部缓慢沉没。次日03:51，ON-92船队中的英国货船巴特纳号（Batna）也在法韦尔角东南方向遭U-94号以鱼雷击沉。两个半小时后，伊特斯又在法韦尔角东南约675海里（1,250）处向身处船队第75号阵位的瑞典货船托尔肯号（Tolken）发射一枚鱼雷，击中其2号和3号货舱之间的底部油箱。潜艇被照明弹照亮后不得不离开，但三小时后返回该区域时发现该船仍在漂浮。留在船上的船长和几名船员用机枪向空中发射了300发子弹以吸引护航舰的注意，因为他们在发出求救信号后没有得到任何回应。德国人误以为自己在接近水面时遭到射击，但事实上潜艇并未被发现。至10:20，U-94号从艉部鱼雷管发射的第一枚“致命一击”失灵，但5分钟后发射的第二枚命中，导致托尔肯号立即解体沉没。
5月26日，U-116号为该艇补充了34立方米燃料、14天的给养和物资。6月5日21:50，U-94号在封锁区内发现一艘没有明显标志的帆船，并于22:10开始无预警地炮击该船。中立的玛利亚·达·格洛丽亚号（Maria da Glória）立即升起葡萄牙国旗，在两发炮弹击中该船并造成两名船员死亡后才停下来。潜艇停火，待船员分乘九艘平底小艇弃船后再炮击该帆船，直至22:50沉没。6月10日03:40，伊特斯在法韦尔角东南向ON-100号护航队内的三艘船发射三枚鱼雷，听到三声命中、两艘沉没。首先是英国货轮帝国深谷号在处女航中便惨遭击中并被遗弃，但它在拉姆齐号（Ramsay）之后沉没，后者是除它以外唯一一艘被击中的船。次日14:46，无护航的英国货船庞特普里斯号（Pontypridd）作为ON-100号船队的掉队者，先是遭U-569号发射的一枚鱼雷击中船头，并在被同一艘潜艇射出“致命一击”后导致船舯部扁曲。至16:06，U-94号再向已被遗弃的庞特普里德号射出“致命一击”，导致其于17:07在圣约翰斯东北部沉没。经过为期五十一天、水面约8,000海里（15,000）和水下170海里（310）的航行，伊特斯于6月23日09:00返抵圣纳泽尔。

### 沉没
1942年8月3日19:35，U-94号在伊特斯的指挥下从圣纳泽尔出发，前往加勒比海、古巴和佛罗里达附近的大西洋执行第十次巡逻，从此再未归航。8月27日，该艇在沿向风海峡南部航道搜寻船队时有所发现，并发出了无线电警报。这是戒备森严的TAW-15号护航队，由21艘商船和9艘来自盟军的护航舰组成。当天晚上，一架隶属美国海军第92巡逻中队、配备雷达的卡特琳娜水上飞机从位于古巴关塔那摩的美国海军基地出发，穿越向风海峡加入护航队，为之提供空中掩护。28日03:00左右，飞行员利用雷达找到U-94号，不久之后又目视发现了在护航队后面浮出水面的潜艇。卡特琳娜从约20米的高度发起攻击，投下四枚深水炸弹，爆炸深度设定为15米。伊特斯看到飞机并紧急下潜，但已经来不及深入。附近发生的强烈爆炸导致U-94号被冲回水面。爆炸损坏了潜艇的推进系统，使其最大速度降低到11節（20每小時），甚至无法脱离航速最慢的护航舰，因此伊特斯再次下潜。
飞行员戈登·R·费斯飞到护航舰之一的加拿大轻型护卫舰奥克维尔号上方，并用信号探照灯报告了潜艇的情况。奥克维尔号全速前进，向费斯投放闪灯浮标的地点约30米深度投掷了五枚深水炸弹。护卫舰利用声呐找到了U-94号，当爆炸后水面稍微平静下来时，他们借助月光发现这艘潜艇正位于前方的水面上。奥克维尔号立即调转航向，全力冲向潜艇，试图实施撞击。奥克维尔号擦蹭到U-94号并将其拽反了方向。该舰再拉开距离，以便可以使用其4英寸（100）炮发弹四枚;其中一枚摧毁了潜艇 的甲板炮。随后，奥克维尔号再次撞击U-94号，同时投下一枚深水炸弹，在潜艇正下方爆炸。由于受损严重，伊特斯已无法下潜、还击或从水中逃跑，于是下令开启通海阀并弃艇。他与下属涌上甲板，直接遭到护卫舰机枪和舰炮的猛烈射击。大约有十几名德国人被打死或身负重伤。当奥克维尔号第三度撞击U-94号时，伊特斯的腿部被击中两次，并跳入水中。护卫舰直接在司令塔后方重重地撞击了潜艇，在艇底凿出几个大洞。加拿大人坚持用手枪向U-94号的前部射击，以防止其沉没，并获取恩尼格玛密码机文件，甚至整艘潜艇。几乎与此同时，受伤的伊特斯与其他受重伤的德国人游到了奥克维尔号并被接上船。U-94号最终在牙买加以东的17°40′N 74°30′W / 17.667°N 74.500°W处沉没，艇内共计19人名官兵阵亡，26名幸存者则由奥克维尔号和另一艘美国驱逐舰利号从水中救出。

## 袭击历史摘要
| 日期           | 船名                 | 船籍   | 吨位   | 结局 |
| -------------- | -------------------- | ------ | ------ | ---- |
| 1940年12月2日  | 斯特灵郡号           | 英国   | 6,022  | 击沉 |
| 1940年12月2日  | 威廉敏娜号           | 英国   | 6,725  | 击沉 |
| 1940年12月11日 | 帝国政治家号         | 英国   | 5,306  | 击沉 |
| 1941年1月20日  | 弗洛里安号           | 英国   | 3,174  | 击沉 |
| 1941年1月29日  | 西威尔士号           | 英国   | 4,353  | 击沉 |
| 1941年1月30日  | 拉什普尔号           | 英国   | 5,125  | 击沉 |
| 1941年4月4日   | 哈布登号             | 英国   | 5,414  | 击沉 |
| 1941年4月6日   | 林肯·埃尔斯沃斯号    | 挪威   | 5,580  | 击沉 |
| 1941年5月7日   | 伊克西翁号           | 英国   | 10,263 | 击沉 |
| 1941年5月7日   | 东方之星号           | 挪威   | 5,658  | 击沉 |
| 1941年5月20日  | 约翰·P·佩德森号      | 挪威   | 6,128  | 击沉 |
| 1941年5月20日  | 诺曼君主号           | 英国   | 4,718  | 击沉 |
| 1941年9月15日  | 纽伯里号             | 英国   | 5,102  | 击沉 |
| 1941年9月15日  | 珀伽索斯号           | 希腊   | 5,762  | 击沉 |
| 1941年9月15日  | 帝国伊兰号           | 英国   | 5,613  | 击沉 |
| 1941年10月1日  | 圣弗洛伦蒂诺号       | 英国   | 12,842 | 击沉 |
| 1942年2月24日  | 帝国海尔号           | 英国   | 7,005  | 击沉 |
| 1942年3月9日   | 凯鲁号               | 巴西   | 5,152  | 击沉 |
| 1942年3月11日  | 霍斯莱夫号           | 挪威   | 1,630  | 击沉 |
| 1942年3月25日  | 帝国运输号           | 英国   | 8,022  | 击伤 |
| 1942年5月12日  | 科克莱号             | 巴拿马 | 5,630  | 击沉 |
| 1942年5月13日  | 托尔肯号             | 瑞典   | 4,471  | 击沉 |
| 1942年5月13日  | 巴特纳号             | 英国   | 4,399  | 击沉 |
| 1942年6月5日   | 玛利亚·达·格洛丽亚号 | 葡萄牙 | 320    | 击沉 |
| 1942年6月10日  | 拉姆齐号             | 英国   | 4,855  | 击沉 |
| 1942年6月10日  | 帝国深谷号           | 英国   | 6,147  | 击沉 |
| 1942年6月11日  | 庞特普里斯号         | 英国   | 4,458  | 击沉 |

## 脚注
1. ↑  威廉生，第11頁.
2. ↑  加洛普，第74頁.
3. 1 2  Gröner 1991，第43–46頁.
4. ↑  加洛普，第72頁.
5. 1 2 3 4 5 6  . U-Boot-Archiv Wiki.   [2024-12-30]. （原始内容存档于2024-09-15）.
6. 1 2  Helgason, Guðmundur. . uboat.net.   [2024-12-30]. （原始内容存档于2020-09-24）.
7. 1 2  Helgason, Guðmundur. . German U-boats of WWII - uboat.net.   [2024-12-30].
8. ↑  Helgason, Guðmundur. . German U-boats of WWII - uboat.net.   [2024-12-30]. （原始内容存档于2020-08-07）.
9. ↑  Helgason, Guðmundur. . German U-boats of WWII - uboat.net.   [2024-12-30]. （原始内容存档于2020-08-04）.
10. ↑  Helgason, Guðmundur. . German U-boats of WWII - uboat.net.   [2024-12-30]. （原始内容存档于2020-09-22）.
11. ↑  Helgason, Guðmundur. . German U-boats of WWII - uboat.net.   [2024-12-30]. （原始内容存档于2022-01-19）.
12. ↑  Helgason, Guðmundur. . German U-boats of WWII - uboat.net.   [2024-12-30]. （原始内容存档于2020-08-03）.
13. ↑  Helgason, Guðmundur. . German U-boats of WWII - uboat.net.   [2024-12-30]. （原始内容存档于2020-08-10）.
14. ↑  Helgason, Guðmundur. . German U-boats of WWII - uboat.net.   [2024-12-30]. （原始内容存档于2020-09-24）.
15. ↑  Helgason, Guðmundur. . German U-boats of WWII - uboat.net.   [2024-12-30]. （原始内容存档于2020-08-07）.
16. ↑  Helgason, Guðmundur. . German U-boats of WWII - uboat.net.   [2024-12-30]. （原始内容存档于2021-01-23）.
17. ↑  Helgason, Guðmundur. . German U-boats of WWII - uboat.net.   [2024-12-30]. （原始内容存档于2021-01-28）.
18. ↑  Helgason, Guðmundur. . German U-boats of WWII - uboat.net.   [2024-12-30]. （原始内容存档于2022-01-18）.
19. ↑  Helgason, Guðmundur. . German U-boats of WWII - uboat.net.   [2024-12-30]. （原始内容存档于2020-08-14）.
20. ↑  Helgason, Guðmundur. . German U-boats of WWII - uboat.net.   [2024-12-30]. （原始内容存档于2021-03-08）.
21. ↑  Helgason, Guðmundur. . German U-boats of WWII - uboat.net.   [2024-12-30]. （原始内容存档于2022-01-19）.
22. ↑  Helgason, Guðmundur. . German U-boats of WWII - uboat.net.   [2024-12-30]. （原始内容存档于2020-08-11）.
23. ↑  Helgason, Guðmundur. . German U-boats of WWII - uboat.net.   [2024-12-30]. （原始内容存档于2020-08-07）.
24. ↑  Helgason, Guðmundur. . German U-boats of WWII - uboat.net.   [2024-12-30]. （原始内容存档于2020-08-06）.
25. ↑  Helgason, Guðmundur. . German U-boats of WWII - uboat.net.   [2024-12-30]. （原始内容存档于2022-01-17）.
26. ↑  Helgason, Guðmundur. . German U-boats of WWII - uboat.net.   [2024-12-30]. （原始内容存档于2020-09-25）.
27. ↑  Helgason, Guðmundur. . German U-boats of WWII - uboat.net.   [2024-12-30]. （原始内容存档于2022-01-19）.
28. ↑  Helgason, Guðmundur. . German U-boats of WWII - uboat.net.   [2024-12-30]. （原始内容存档于2020-09-20）.
29. ↑  Helgason, Guðmundur. . German U-boats of WWII - uboat.net.   [2024-12-30]. （原始内容存档于2020-08-11）.
30. ↑  Helgason, Guðmundur. . German U-boats of WWII - uboat.net.   [2024-12-30]. （原始内容存档于2020-08-11）.
31. ↑  Helgason, Guðmundur. . German U-boats of WWII - uboat.net.   [2024-12-30]. （原始内容存档于2020-09-25）.
32. ↑  Helgason, Guðmundur. . German U-boats of WWII - uboat.net.   [2024-12-30]. （原始内容存档于2020-08-10）.
33. ↑  Helgason, Guðmundur. . German U-boats of WWII - uboat.net.   [2024-12-30]. （原始内容存档于2020-07-28）.
34. ↑  Helgason, Guðmundur. . German U-boats of WWII - uboat.net.   [2024-12-30]. （原始内容存档于2020-08-14）.
35. ↑  Helgason, Guðmundur. . German U-boats of WWII - uboat.net.   [2024-12-30]. （原始内容存档于2020-08-09）.
36. ↑  Helgason, Guðmundur. . German U-boats of WWII - uboat.net.   [2024-12-30]. （原始内容存档于2020-08-13）.
37. ↑  Helgason, Guðmundur. . German U-boats of WWII - uboat.net.   [2024-12-30]. （原始内容存档于2020-08-06）.
38. ↑  Helgason, Guðmundur. . German U-boats of WWII - uboat.net.   [2024-12-30]. （原始内容存档于2020-08-14）.
39. ↑  Busch & Röll，第57頁.
40. 1 2  Blair，第786–787頁.